# NND
NND (Nasza Nowa Dystrybucja) – polska dystrybucja Linuksa, przeznaczona do działania jako gotowy router do neostrady, SDI i DSL. Zawiera prosty serwer WWW i SSH oraz zaporę sieciową. Obsługuje urządzenia USB i Wi-fi oraz systemy plików ext2, ext3 i ReiserFS.
Ideą jego powstania jest stworzenie dystrybucji równie prostej do instalacji i wstępnej konfiguracji jak Freesco czy router sprzętowy, ale pozwalającej na łatwą rozbudowę przez Internet, za pośrednictwem zarządcy pakietów pacman. Według autorów nazwa NND może być również żartobliwie rozwijana jako stwierdzenie Niestety Nie Działa.
NND jest oparta na jądrze z serii 2.4. Ostatnią wersją tej dystrybucji jest nnd-linux-0.2.3-bc-2008.12.24.
Dystrybucja obecnie już nierozwijana, jednak utrzymywane są repozytoria, oraz prowadzone jest wsparcie dla użytkowników.

## Historia
Projekt NND powstał w roku 2002, jednak dopiero na początku roku 2004 ukazała się pierwsza wersja (pre-alfa) dystrybucji. Wersja ta ukazała się jako obraz płyty, przez co do jej zainstalowania niezbędny był napęd optyczny. System był oparty na dystrybucji Slackware i składał się jedynie z pakietów niezbędnych do działania systemu i routera. Wkrótce potem pojawił się prosty instalator oraz konfigurator systemu. Dodano również prosty system pakietów obsługujący zależności i umożliwiający aktualizację dystrybucji.
Po pewnym czasie developerzy NND podjęli decyzję o zupełnej przebudowie dystrybucji decydując się na menadżer pakietów pacman.

## Wymagania sprzętowe
- procesor Pentium
- Dysk twardy: od 250 do 500 megabajtów
- RAM: 32 MB
- Napęd CD-ROM: tylko do instalacji.